# Jönköpings högre allmänna läroverk
Jönköpings högre allmänna läroverk var ett läroverk i Jönköping verksamt från 1849 till 1968.

## Historik
På 1670-talet fanns i Jönköping en trivialskola, som till en början bedrev undervisning i kristendom, latin och sång, men senare också hade undervisning i klassisk grekiska, hebreiska, matematik, historia, geografi och naturlära. Under 1800-talets första hälft hade denna drygt 100 elever, varav en var Viktor Rydberg, och under samma period var Esaias Tegnér Jönköpings skolas högsta styresman. Salomon August Andrée var också elev på skolan.
I anslutning till läroverksreformen år 1849 ombildades skolan till ett elementarläroverk, från 1878 benämnt Jönköpings högre allmänna läroverk. År 1966 kommunaliserades skolan och omdöptes till Per Brahegymnasiet. Studentexamen gavs från 1864–1968 och realexamen 1907–1969.
Läroverket låg mellan 1860-talet och 1913 i den byggnad som i dag är Jönköpings rådhus. Den nuvarande huvudbyggnaden ritades i nyklassicistisk stil av stadsarkitekten August Atterström och togs i bruk 1913. Kostnaden för byggnadsverket uppgick till 700 000 kronor. De stora freskmålningarna i skolan är målade av Georg Pauli.
Innan Idrottshuset invigdes i november 1939 användes skolans gymnastiksal som stadens handbollshall. Bland annat spelades här kvalhandboll 1939 mellan GoIF Fram och IFK Kristianstad, och där båda lagen kvalificerade sig till Allsvenskan.